# Tel'ma
Tel'ma (in russo Тельма?) è un insediamento di tipo urbano della Russia, situato nell'Oblast' di Irkutsk.